# Combi coupé

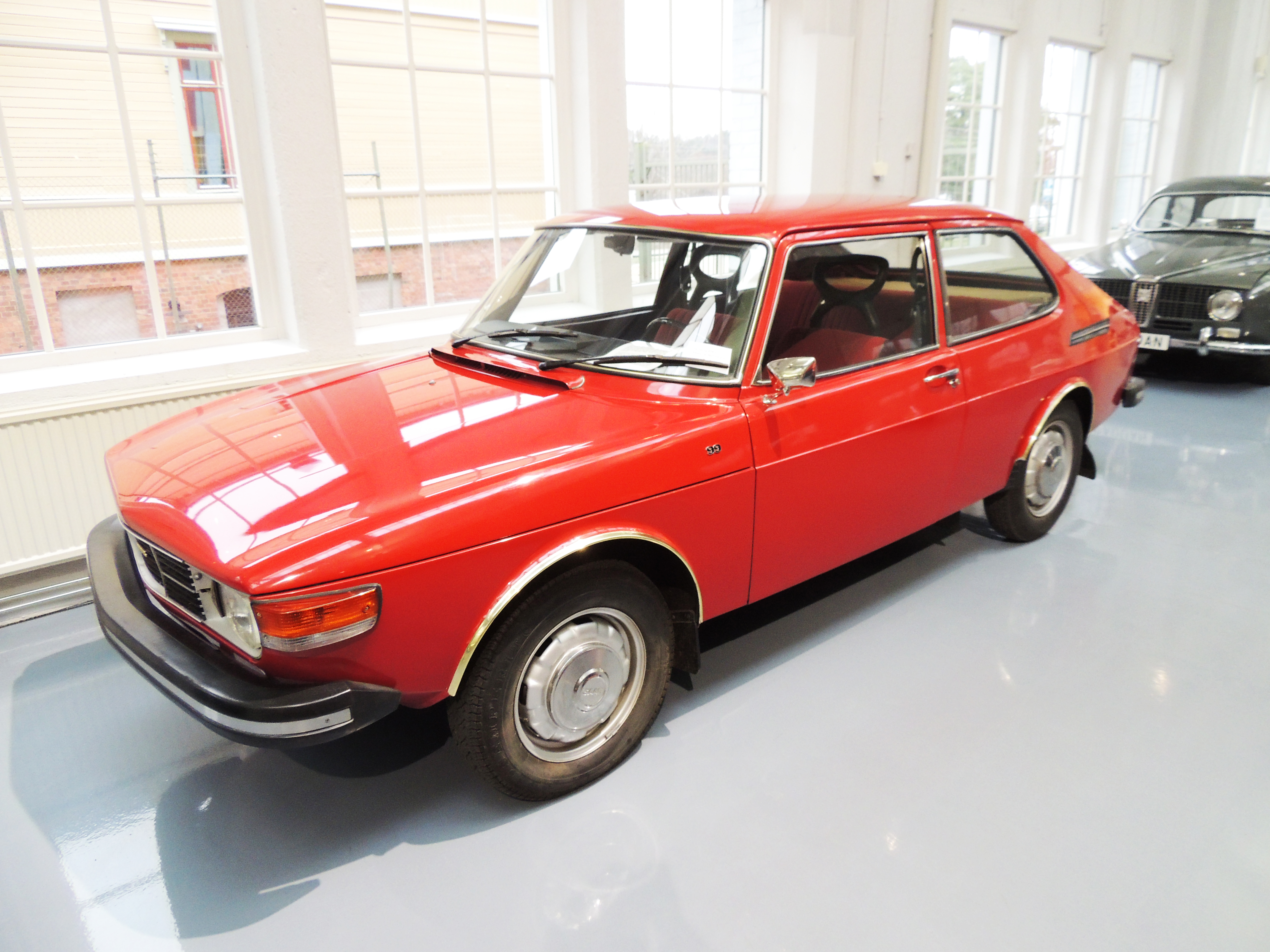
Saab 99 Combi Coupé, framifrån.

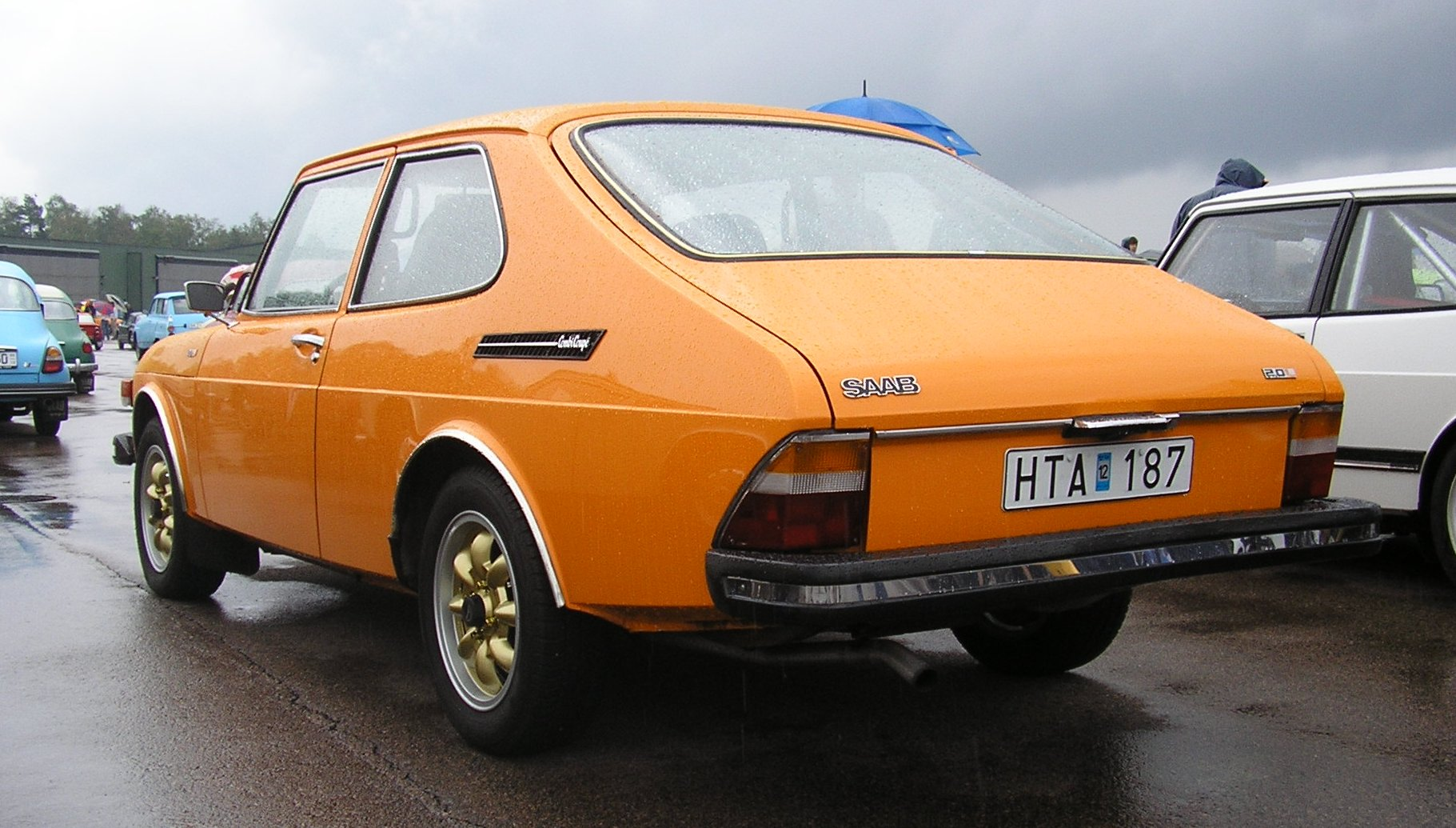
Saab 99 Combi Coupé, bakifrån.

Combi coupé var en bilmodell tillverkad av Saab och var företagets namn på sina halvkombi-modeller mellan 1974 och 2002. Det är i princip en kombi som är designad mer som en coupé, det vill säga en halvkombi. 
Typen lanserades som Saab 99 Combi coupé 1974 och tillverkades fram till 1979. Därefter, från 1980 och framåt, gick Saab 99 och efterträdaren Saab 90 bara att få som 2- och 4-dörrars sedanmodell.
Man diskuterade också att utveckla Saab 96. Man kom så långt att man gjorde några prototyper som döptes till Saab 98, men valde att inte gå vidare med den. Combi coupé-namnet har också använts av till exempel Mazda för sin modell 626 från mitten av 1990-talet.
När Saab 900 introducerades 1979 var det enbart som Combi coupé, och även om en 4-dörrars sedanmodell senare introducerades var det ändå Combi coupén som utgjorde den absoluta majoriteten av alla Saab 900 tillverkade 1979-1993.
Alla Saab 900 Generation 2 (1993-1998) och Saab 9-3 Generation 1 (1998-2002) var Combi coupé, oftast med 5 dörrar, men i vissa fall som "sportcoupé" med 3 dörrar.
Inga Saab 9-3 Generation 2 (2003-2011) eller Saab 9-5 tillverkades som Combi coupé.
I USA kallas stilen "Wagon Back". 